# Helsingørmotorvejen
De Helsingørmotorvejen (Nederlands: Helsingørautosnelweg) is een autosnelweg in Denemarken tussen Helsingør en Kopenhagen. Bij Helsingør geeft de Helsingørmotorvejen aansluiting op de veerverbinding met het Zweedse Helsingborg. Bij Kongens Lyngby is er een aansluiting met de Kopenhaagse ring. Tussen Hørsholm en Kopenhagen volgt de Primærrute 19 de Helsingørmotorvejen.
De Helsingørmotorvejen is administratief genummerd als M14. Op de bewegwijzering wordt gebruikgemaakt van de E-nummers die de Helsingørmotorvejen over de gehele lengte volgen, de E47 en E55.

## Geschiedenis
Oorspronkelijk was het gedeelte tussen de afrit Hørsholm en Jægersborgvej bekend als Hørsholmvejen (Hørsholmweg). Dit was de eerste autosnelweg van Denemarken. Het werd geopend in 1956. In 1978 was de gehele autosnelweg gereed, en werd de weg hernoemd tot Helsingørmotorvejen. Daarna is in 1997 het gedeelte tussen Knooppunt Kongens Lyngby en de afrit Gammel Holte verbreed van 2×2 naar 2×3 rijstroken.
Tot 2005 was het gedeelte tussen Kopenhagen en knooppunt Lyngby onderdeel van de Lyngbymotorvejen.